# مسابقات فرمول یک فصل ۱۹۷۱

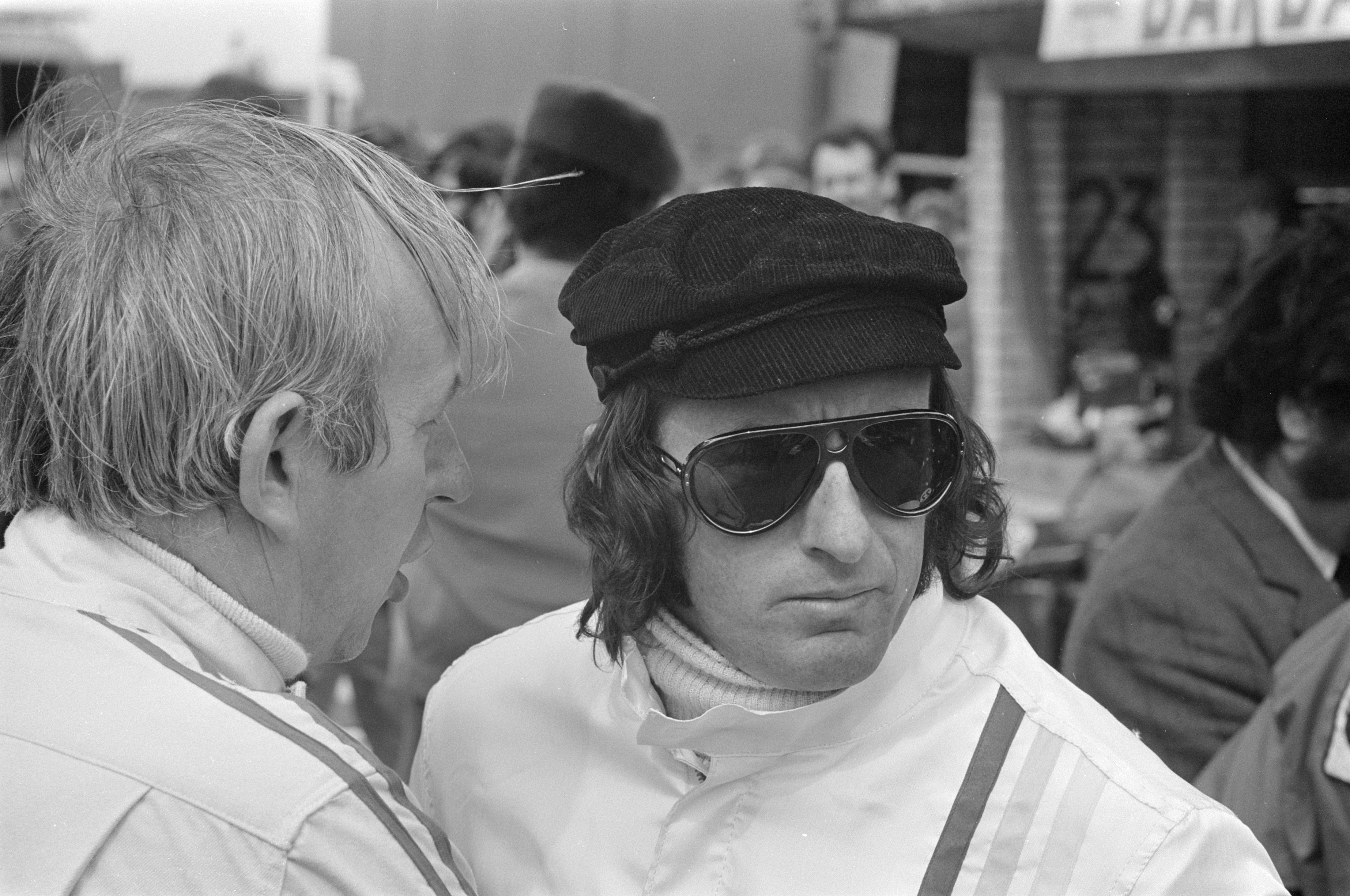
جک استوارت در سمت راست

مسابقات فرمول یک فصل ۱۹۷۱ در سال ۱۹۷۱ میلادی برگزار شد. در این مسابقات که تیم های تیرل، برابهام، بی آر ام، مارچ، ماترا، مک لارن، فراری، لوتوس و سورتیس حضور داشتند، جک استوارت (به انگلیسی: Jackie Stewart) از تیم تیرل و با خودروی فورد به قهرمانی رسید وی که در آغاز مسابقه در خط ۶ قرار داشت، بهترین زمان خود را در دور ۳ به دست آورد و در مجموع صاحب ۶۲ امتیاز شد.